# French Women – Was Frauen wirklich wollen
French Women – Was Frauen wirklich wollen (Originaltitel: Sous les jupes des filles) ist eine französische Filmkomödie von Audrey Dana aus dem Jahr 2014, die von elf in Paris lebenden Frauen handelt. Der Ensemblefilm, in dem Dana neben Stars wie Isabelle Adjani, Laetitia Casta und Vanessa Paradis auch als Darstellerin auftrat, war trotz schlechter Kritiken in Frankreich ein Publikumserfolg.

## Handlung
Die 35-jährige Jo muss wegen ihrer einsetzenden Periode ein Stelldichein mit ihrem Liebhaber absagen, während sich Ysis um ihre vier Söhne kümmern muss, damit sich ihr Mann Pierre voll und ganz auf seine Arbeit bei einer Modemarke für Damenunterwäsche konzentrieren kann. Unterdessen wird Rose, der Leiterin eines großen Umfrageinstituts, von einem Arzt ein zu hoher Testosteronspiegel bescheinigt, weshalb sie zwar sehr erfolgreich sei, sich aber nie verliebe und auch keine Frauenfreundschaften eingehen könne. Entschlossen die These des Arztes zu widerlegen, beauftragt Rose ihre neue Assistentin Adeline, ihre alten Schulkameradinnen ausfindig zu machen, um den Kontakt mit ihnen aufzufrischen.
Die unscheinbare Inès, die wie Pierre für die Dessousmarke arbeitet, lässt sich die Augen operieren, damit sie nicht länger dicke Brillengläser tragen muss und so ihrem Mann Jacques eine Freude bereiten kann. Ihre Chefin Lili ist derweil völlig überspannt. Ihre 16-jährige Tochter will die Pille nehmen, die Lili für gesundheitsschädlich hält. Sie selbst hat zugenommen und ihre Periode bleibt aus, weshalb sie schon fälschlich angenommen hat, schwanger zu sein. Ihre Schwester Sam, eine schreckhafte Gynäkologin, die überall eine Gefahr wittert, meint, es sei die Menopause, was Lili jedoch entschieden ausschließt.
Als Ysis mit Pierre ausgehen will, soll die neue Babysitterin Marie auf die Kinder aufpassen. Ysis, die von ihrem Leben als Mutter und Ehefrau überfordert ist, fühlt sich sofort zur lesbischen Marie hingezogen. Nach ihrer Rückkehr läuft sie Marie mit dem Müll hinterher und gibt ihr einen Kuss. Die Busfahrerin Fanny, die seit der Pubertät unwillkürlich auftretende Ticks hat, läuft tags darauf gegen einen Laternenpfahl und wird dabei von Adeline aufgefangen. Durch den erlittenen frontotemporalen Schock ist sie auf einmal wie besessen von Sex, was ihren überforderten und verängstigten Mann Jean schon bald in die Flucht schlägt.
Jos schüchterne Freundin Agathe ist Anwältin und übernimmt kurzfristig die Mandantin einer Kollegin. Agathe lernt so einen attraktiven Rechtsanwalt kennen. Dieser hat Interesse, doch lassen Agathes nervös bedingte Verdauungsprobleme ihre Annäherungsversuche bei Männern stets scheitern. Erst durch Jos Ermutigung lässt sich Agathe auf ein Rendezvous ein. Über das Handy ihres Mannes erfährt derweil Inès, dass Jacques sie mit einer anderen Frau betrügt, und konfrontiert ihn sofort mit seinem Ehebruch. Bei der anderen Frau handelt es sich um Jo, die vergeblich auf Jacques in Reizwäsche wartet und sich später, frustriert und in Tränen aufgelöst, von Agathe trösten lässt.
Ysis trifft sich heimlich mit Marie und verbringt die Nacht mit ihr. Ihr Ehering, den sie auf Maries Bitte hin abnimmt, geht dabei verloren. Rose wiederum trifft sich in einem Café mit der einzigen Schulkameradin, die Adeline ausfindig machen konnte und bereit war, sich mit Rose zu treffen. Cathy, über die sich Rose wie schon zu Schulzeiten lustig zu machen beginnt, gibt Rose gegenüber voller Verachtung ihre Meinung über sie kund und lässt sie allein an ihrem Tisch zurück.
Jacques, den Inès rausgeworfen hat, macht Jo einen Heiratsantrag und zieht bei ihr ein. Nach einem gemeinsamen Abendessen, bei dem Agathe prompt wieder schlecht geworden ist, versucht der Anwalt, sie auf der Straße zu küssen. Agathe weicht ihm jedoch aus und ergreift die Flucht. Lili lässt sich unterdessen von einem Gynäkologen, von dem sie glaubt, er habe eine Affäre mit ihrer minderjährigen Tochter, darauf hinweisen, dass das Ausbleiben ihrer Periode auch traumatisch bedingt sein könne, weil ihre Tochter erwachsen geworden sei und ein Sexualleben habe. Ein durch diese Erkenntnis ausgelöster Sinneswandel bringt sie dazu, einen Flohmarkt zu veranstalten und dort alte Kleidungsstücke zu versteigern. Ihre Schwester Sam hat nach einer Mammographie indes erfahren, dass sie Krebs hat.
Unterwegs mit dem Fahrrad trifft Fanny auf den berühmten Schauspieler James Gordon, der von allen für schwul gehalten wird, aber nur wenig später im Gebüsch eines Parks zügellosen Sex mit ihr hat. Agathe und ihr Anwalt kommen sich ebenfalls näher und landen im Bett. Agathe ist jedoch so ungeschickt, dass sie ihn an der Brust verletzt. Inès unterbricht derweil das Liebesspiel von Jo und ihrem Mann und will das zukünftige Zusammenleben mit den beiden gemeinsamen Kindern regeln. Jo, die bereits mehrfach per SMS Inès’ Verärgerung zu spüren bekommen hat, lässt sich nur widerwillig darauf ein, die Kinder zeitweise bei sich aufzunehmen. Daraufhin lässt Inès ihren Groll an ihrer Arbeitskollegin Sophie aus, die als Jos Nachbarin von Jacques’ Affäre gewusst und es allen außer Inès erzählt habe, und offenbart dabei Sophies bislang gut gehütetes Geheimnis, selbst frigide zu sein. Ysis wiederum will sich von Pierre trennen und bringt ihm seinen gepackten Koffer ins Büro.
Wie sich herausstellt, ist Agathe, die trotz peinlicher Vorfälle inzwischen glücklich mit ihrem Kollegen liiert ist, die Anwältin von Adelines Mutter, die ihren Mann umgebracht haben soll. Vor Gericht gibt Adeline an, dass ihre Mutter sie vor ihrem psychisch gewalttätigen Vater gerettet habe. Die Mutter wird schließlich freigesprochen.
Auf Lilis Flohmarkt trifft mit Adeline auch Rose ein, die sich davon neue Bekanntschaften erhofft. Fanny, die von Adeline als ihre beste Freundin ausgegeben wird, sowie Marie und Ysis sind ebenfalls gekommen. Maries Aufmerksamkeit für Rose lässt Ysis eifersüchtig werden. Nach einer Szene kehrt Ysis enttäuscht heim und zerstört den Vibrator, den ihr Marie geschenkt hat. Die restlichen Frauen, darunter auch Inès und Sam, sitzen am Abend noch beisammen. Aus Solidarität mit Inès sprechen sie Jo wüste Beschimpfungen auf die Mailbox. Die Bandnachricht gibt Jo, die bereits von Jacques’ Kindern völlig entnervt ist, den Rest. Sie will Jacques nicht mehr heiraten und lässt den Notarzt kommen, der sie beatmen muss. Vom Regen durchnässt stößt derweil Sophie zu den anderen Frauen und lässt sie aufgebracht wissen, dass sie keinen Orgasmus brauche, um eine glückliche Frau zu sein. Inès nimmt sich ihrer an und alle feiern zusammen. Fannys Verehrer, der Filmstar James Gordon, holt Fanny ab – frei von jeglicher Scham lässt diese ihn auf der Straße unter ihren Rock. Rose und Adeline, die wie ihre Chefin keine Freunde hat, verlassen gemeinsam die Feier.

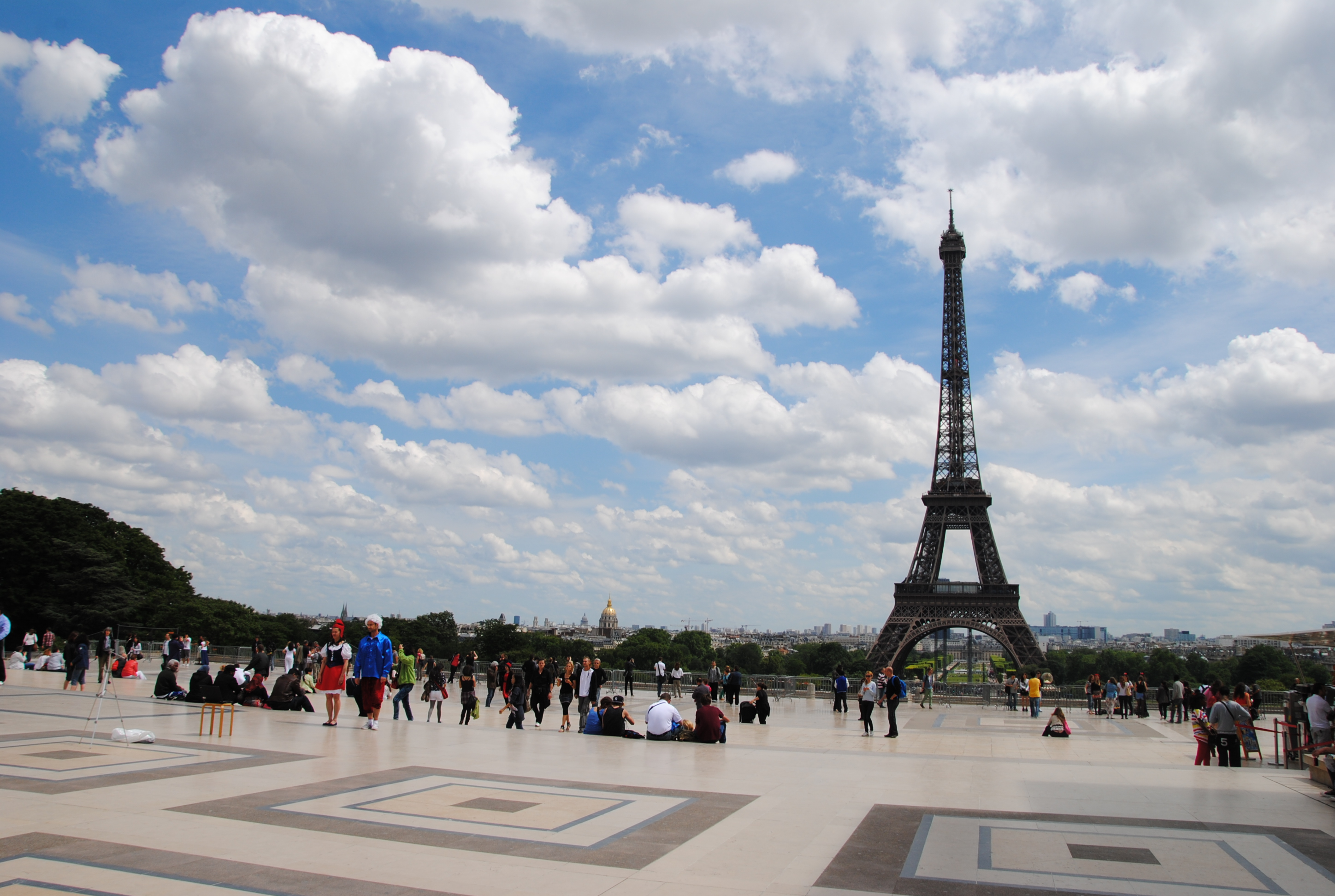
Schauplatz des Flashmobs in Paris

An ihrem 27. Geburtstag trifft sich Ysis mit Marie, die ihr den verloren gegangenen Ehering zurückgibt und mit ihr Schluss macht. Eine SMS von Pierre führt Ysis zum Eiffelturm, wo Pierre mit Adelines Hilfe einen Flashmob als Geburtstagsüberraschung für Ysis organisiert hat. Vor der Place du Trocadéro tanzen dabei auch Rose, Inès und Sophie, Fanny und sogar Lili. Ysis und Pierre versöhnen sich und nehmen sich einen männlichen Babysitter. James Gordon gesteht Fanny seine Liebe; zu seinem Unglück will Fanny jedoch mit so vielen Männern wie möglich schlafen. Sam wiederum hat durch ihre Krebsdiagnose die Angst vor dem Ungewissen verloren. Jo bekräftigt Agathe gegenüber, eine Schlampe zu sein, und will sich auch weiterhin auf verheiratete Männer einlassen.

## Hintergrund

### Idee und Drehbuch
Die Schauspielerin Audrey Dana war erstmals 2009 für einen Kurzfilm als Regisseurin in Erscheinung getreten. Mit der Komödie French Women – Was Frauen wirklich wollen inszenierte sie ihren ersten Langfilm. Im Bezug auf ihre Motivation gab sie an, mit den Rollenangeboten in Komödien unzufrieden gewesen zu sein. Männlichen Autoren, Regisseuren und Produzenten, die Frauen in ihren Filmen auf Nebenrollen als Mutter, Hure oder gute Freundin beschränken würden, habe sie zeigen wollen, dass Frauen sehr viel komplexer seien, ohne dabei ein moralisches Urteil zu fällen. Auch wollte sie „einen Frauenfilm für Frauen“ drehen. Wie Lena Dunham und Kristen Wiig in den Vereinigten Staaten wollte Dana „Frauenpower“ auf die Leinwand bringen, indem sie die Konventionen der Komödie aufbrechen und Frauen abbilden wollte, die der Zuschauer nicht zu sehen gewohnt sei.
Das Drehbuch schrieb Dana zusammen mit der Schriftstellerin Murielle Magellan und der Drehbuchautorin Raphaëlle Desplechin basierend auf Interviews mit mehr als hundert Frauen. Die Phase der Interviews bezeichnete Dana später als „die interessantesten zwei Monate [ihres] Lebens“. Aus ihrem eigenen Leben habe sie auch schöpfen können. „In jedem der Mädchen im Film steckt ein bisschen von mir“, so Dana.

### Besetzung
Nach zwei Jahren Vorbereitung wurde die Produktion des Films, dessen Originaltitel ursprünglich „Homosapiennes“ lauten sollte, zugunsten von Danas Schauspielkarriere einstweilen verschoben. Zudem habe Dana Zeit gebraucht, um Schauspielerinnen für ihr Projekt zu gewinnen, die gut miteinander auskamen und so die Dreharbeiten für sie nicht unnötig erschwerten.
Ursprünglich sollte Mélanie Laurent, die in die Vorbereitungen des Films involviert war, die Rolle der Rose übernehmen. Aufgrund ihrer Schwangerschaft im Jahr 2013 musste sie jedoch absagen. Als Rose wurde schließlich Vanessa Paradis besetzt, für die die Rolle der knallharten Geschäftsfrau im Vorfeld die einzige gewesen sei, die sie für sich eigentlich nicht ausgewählt hätte. Dana sei jedoch spätestens nach dem ersten Take sicher gewesen, die richtige Wahl getroffen zu haben. Weil Dana Frauenrollen schrieb, die ihren Schauspielkolleginnen die Gelegenheit boten, auf spaßige Weise mit ihrem Image zu brechen, erklärten sich neben Paradis auch Laetitia Casta, Marina Hands, Géraldine Nakache, Audrey Fleurot, Alice Taglioni, Julie Ferrier und Isabelle Adjani bereit, im Film mitzuspielen.

Besetzung der elf Frauen
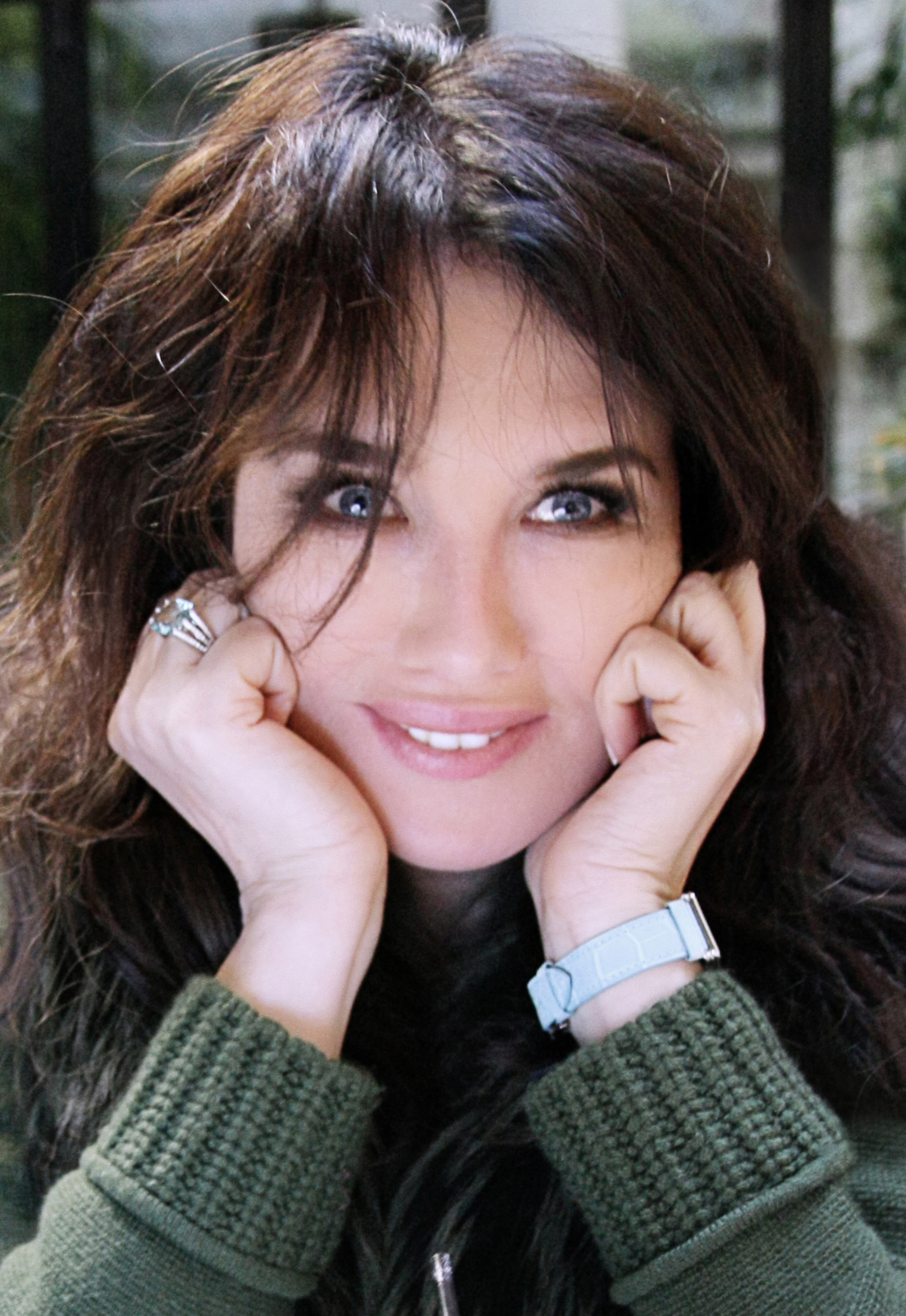
Isabelle Adjani (Lili)
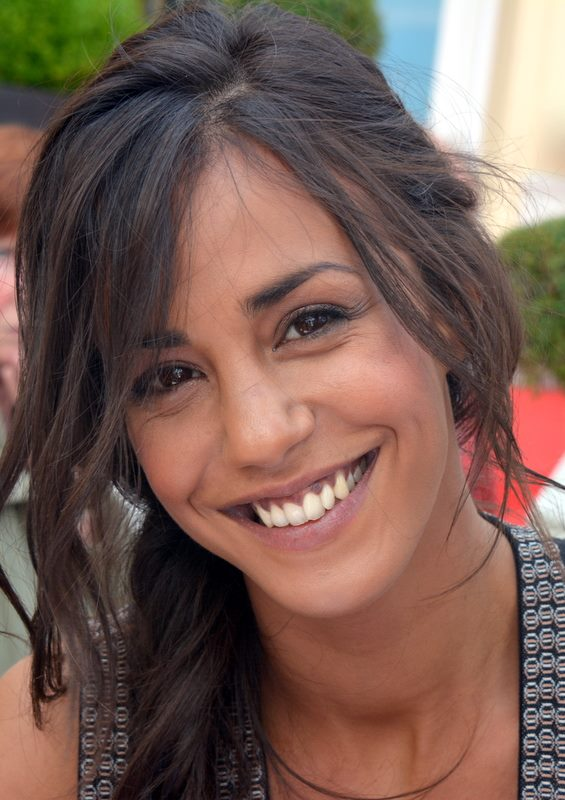
Alice Belaïdi (Adeline)
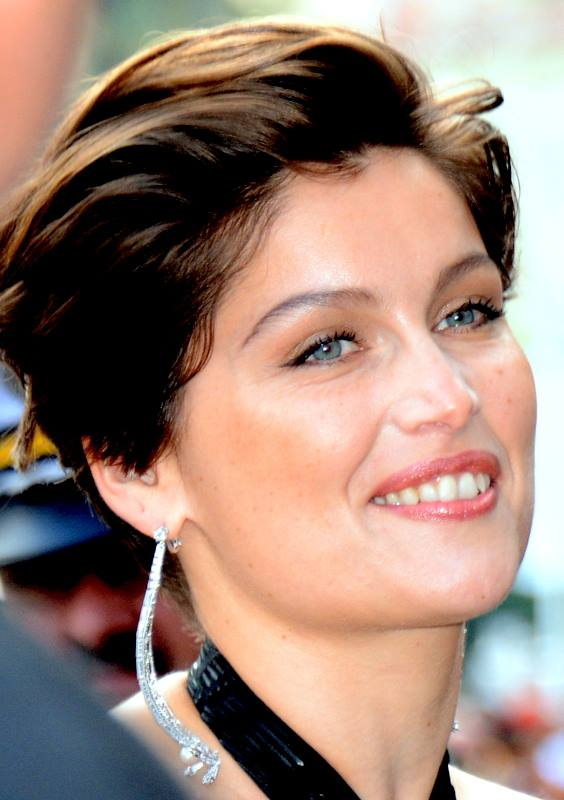
Laetitia Casta (Agathe)
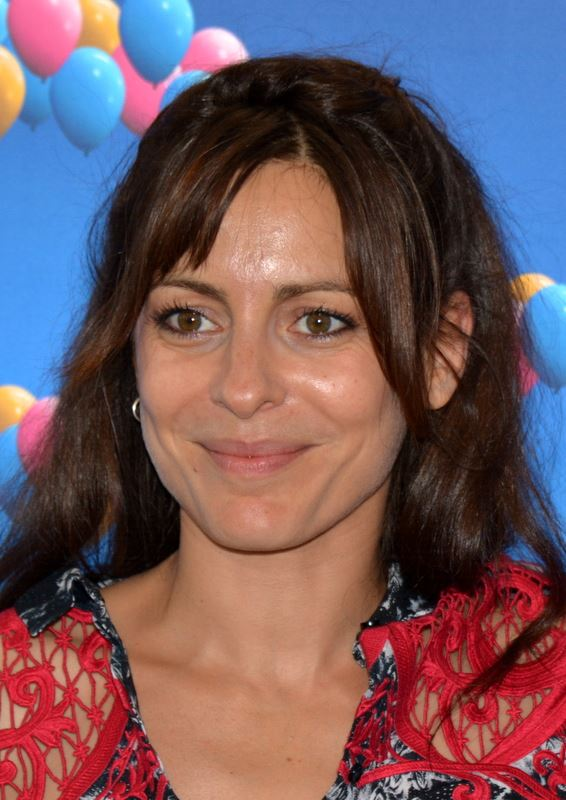
Audrey Dana (Jo)
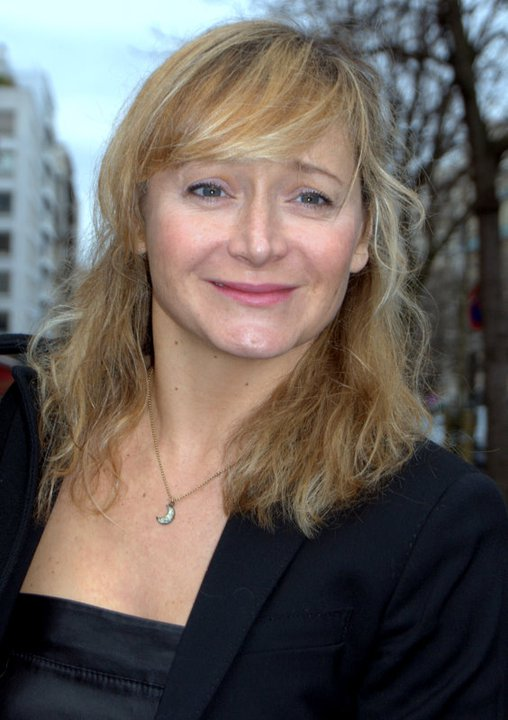
Julie Ferrier (Fanny)
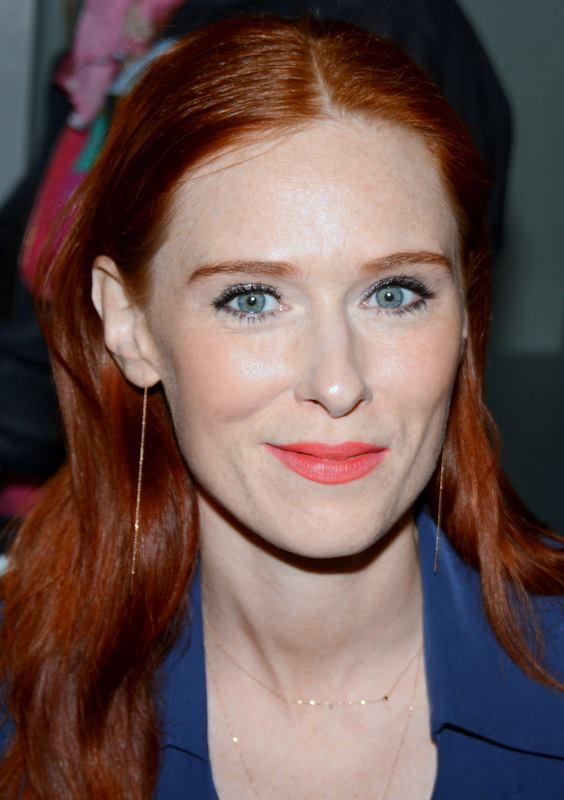
Audrey Fleurot (Sophie)
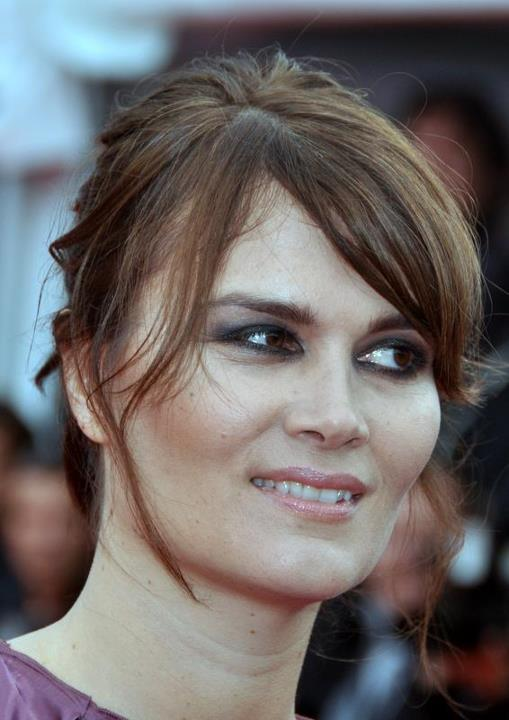
Marina Hands (Inès)
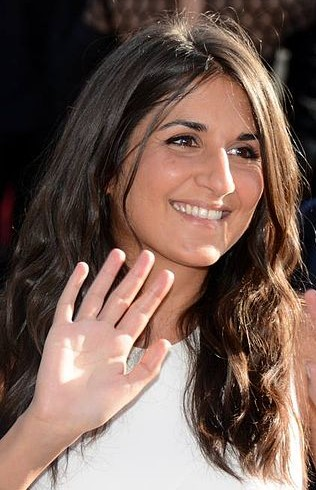
Géraldine Nakache (Ysis)
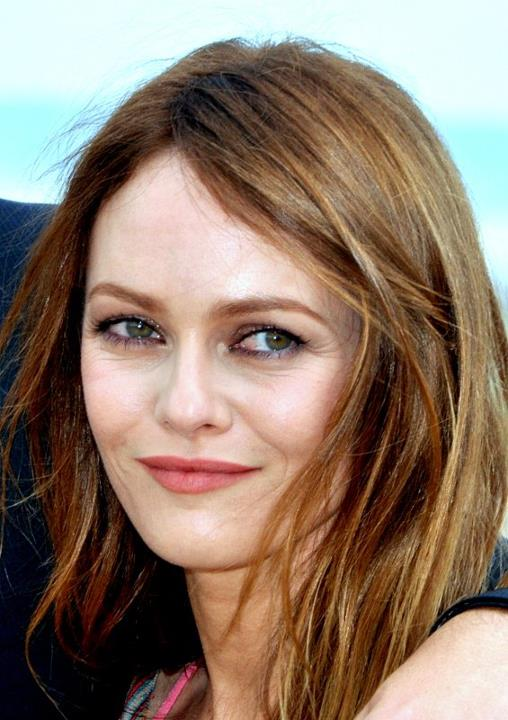
Vanessa Paradis (Rose)
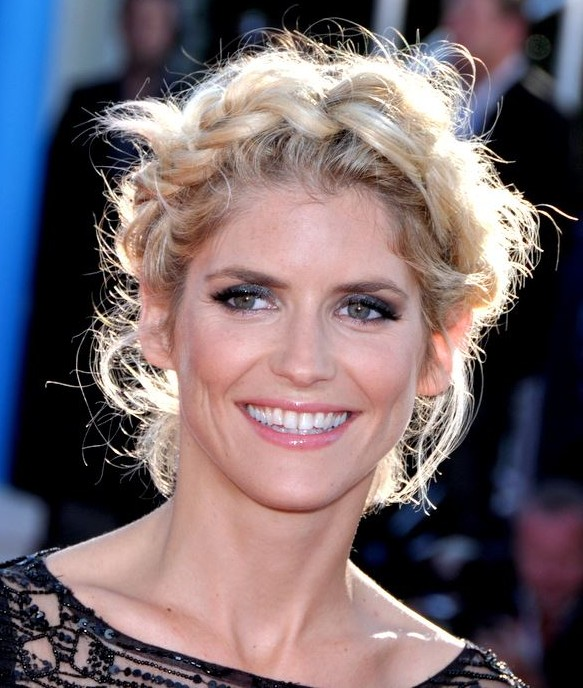
Alice Taglioni (Marie)
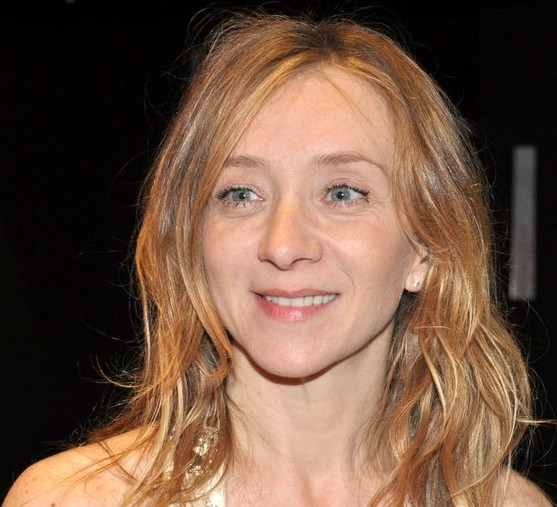
Sylvie Testud (Sam)

## Soundtrack

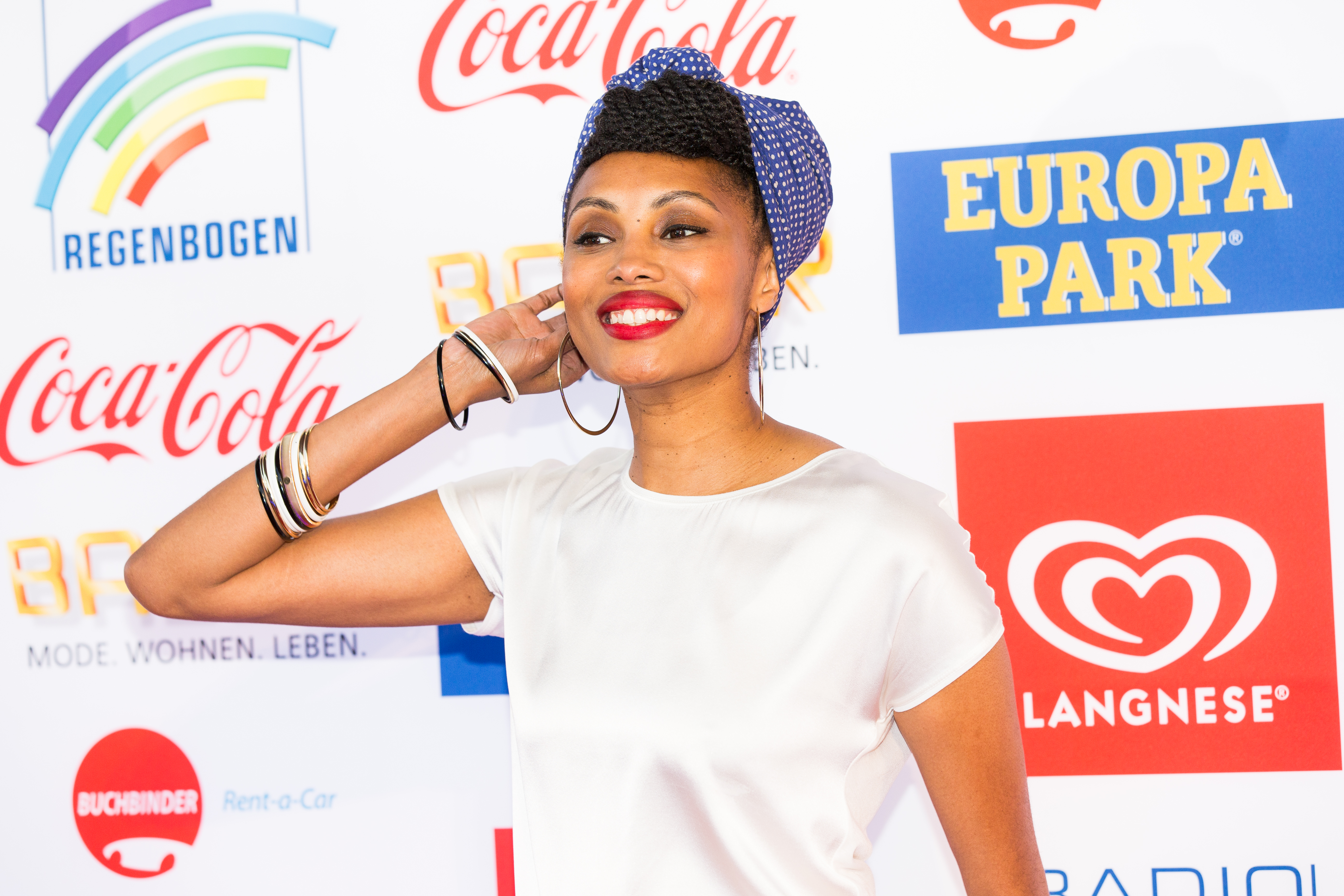
Imany (2017)

Der Soundtrack wurde 2014 unter dem Originaltitel des Films Sous les jupes des filles von Think Zik! als „Original Soundtrack“ (OST) auf CD veröffentlicht. Er wurde von der Sängerin und Songschreiberin Imany produziert. Im Film zu hören sind die von ihr geschriebenen Songs:
- The Seasons Lost Their Jazz – interpretiert von Natalia Doco (im Abspann gesungen von Doco, Imany, Axelle Rousseau und Sherika Sherard)
- Sitting on the Ground – interpretiert von Axelle Rousseau
- Don’t Be So Shy – interpretiert von Sherika Sherard
- Dropped Down – interpretiert von Emilie Gassin
- Try Again – interpretiert von Imany, Emilie Gassin, Natalia Doco, Axelle Rousseau und Sherika Sherard
- The Good the Bad & the Crazy – interpretiert von Imany

## Rezeption

### Veröffentlichung
French Women – Was Frauen wirklich wollen kam am 4. Juni 2014 in die französischen und belgischen Kinos. In Deutschland war der Film, dessen Budget bei rund 6,8 Millionen Euro lag, erstmals am 27. September 2014 auf dem Filmfest Hamburg zu sehen, wo er auch um den Publikumspreis konkurrierte. Am 7. Mai 2015 wurde er in der deutschsprachigen Schweiz veröffentlicht. Der deutsche Kinostart folgte am 3. September 2015. In Frankreich wurde der Film, der bereits mit seinem Originaltitel Sous les jupes des filles (deutsch: „Unter den Röcken der Mädchen“) die Intimsphäre der Frauen in den Mittelpunkt rückt und einen „Tabubruch“ impliziert, mit knapp 1,4 Millionen Kinozuschauern ein Publikumserfolg – trotz zum Teil sehr negativer Kritiken. Das weltweite Einspielergebnis an den Kinokassen belief sich auf rund 12,2 Millionen Dollar. Am 15. Januar 2016 erschien der Film in Deutschland auf DVD.

### Kritiken
Sandrine Marques von Le Monde fand, dass man als Zuschauer lieber einen feministischen Film von Dana gesehen hätte als „diese dürftige Komödie“. Im Gegensatz etwa zu Lena Dunhams ähnlich angelegter Serie Girls werde Danas Film schnell zu einer „behavioristischen Farce“. Weder die Regie noch das Drehbuch seien von Einfallsreichtum gekennzeichnet. Es fehle gar „ein weiblicher Touch“.
Nathalie Simon von Le Figaro meinte, dass Sylvie Testud, Vanessa Paradis, Isabelle Adjani oder auch Audrey Fleurot das inkonsequente Drehbuch nicht retten könnten und der Film die durch die Besetzung geschürten Erwartungen nicht erfülle. Es gebe schlicht nicht viel zu sehen. Die Handlung sei dünn, die Kamera „wackelig und klobig“, die Inszenierung „chaotisch“. Die „groben“ und „selbstgefälligen“ Dialoge aus den Mündern der Protagonistinnen sollten mutig klingen, „verfallen aber oft in Vulgarität“. Frauen, mit denen man sich identifizieren könne, seien in „dieser Pseudokomödie“ mit ihren grob gezeichneten Figuren nicht zu finden. Neben ein paar wenigen guten Dialogzeilen gebe es immerhin zwei oder drei sehenswerte Szenen – vor allem die mit Julie Ferrier, die in der Rolle der Busfahrerin „urkomisch“ sei. Audrey Dana wiederum habe einmal mehr gezeigt, dass sie sich am Set wohlfühle, „aber nur vor der Kamera“.
Für Pierre Vavasseur von Le Parisien handelte es sich dagegen um „eine großartige Komödie und eine brillante Parade talentierter Schauspielerinnen“. Barbara Théate von Le Journal du Dimanche schrieb ähnlich positiv, dass die Frauenkomödie „witzig und trashig“ sei und „von den besten Schauspielerinnen getragen“ werde.
Jordan Mintzer vom Hollywood Reporter bezeichnete Danas Regiearbeit wiederum als „einen eher stümperhaften Ensemble-Versuch“, der die Frauenklischees französischer Komödien vielmehr unterstütze, statt sie umzukehren – und dass auf wenig amüsante Weise. Dana sei nicht gerade subtil vorgegangen und habe es mit einigen immer wiederkehrenden Gags, etwa Agathes Blähungen, übertrieben. Die Starbesetzung mache den Film jedoch „bisweilen sehenswert“.
Für das Lexikon des internationalen Films war French Women – Was Frauen wirklich wollen ein „Versuch eines hintergründigen Querschnitts durch die Lebenswelten moderner Französinnen“, der jedoch „an Einfallslosigkeit, schlechtem Timing und durchwachsenen schauspielerischen Leistungen [krankt]“. Entstanden sei eine witzlose Komödie, in der „die wenigen guten Momente in der Hektik und Plumpheit des Films sang- und klanglos unter[gehen]“. Cinema kam zu einem ähnlich negativen Urteil und sprach von einer „prominent besetzten Sexklamotte“, die – mit Verweis auf ihren teils englischen Titel für die Veröffentlichung in Deutschland – „durch keine Marketingidee der Welt zu retten“ sei. Audrey Danas Regiedebüt sei nicht so geworden, nämlich „[u]nverfroren und sexy“, wie Dana es wohl beabsichtigt habe, denn die einzelnen Figuren des Films seien schlicht „so hysterisch überdreht, dass jede Erotik sofort verfliegt“. Als Fazit meinte Cinema zudem: „So viel schauspielerisches Talent wurde selten in einem Film verschwendet.“
Patrick Heidmann von epd Film gab dem Film zwei von fünf Sternen, zeigte sich aber versöhnlicher. Die Vielzahl an verschiedenen Geschichten mache „komplexe Figurenzeichnungen“ kaum möglich und „die Anzahl der Lacher leider überschaubar“. Punkten könne der Film jedoch mit „dem ebenso prominenten wie spielfreudigen Ensemble“. Auch der Kontext sei hier von Relevanz, da französische Komödien dazu neigen würden, Frauen auf klischeebehaftete Nebenrollen wie „die unglückliche Ehefrau, die elegante Femme fatale oder die zickige Brillenschlange aus der Chefetage“ zu reduzieren. Dana habe in ihrem Film diese „misogynen Stereotypen“ aufgegriffen und dabei entweder überspitzt oder „auf den Kopf [gestellt]“, was viele Jahre nach Sex and the City im Prinzip nichts Neues sei und der Film „in Sachen Frivolität und politischer Unkorrektheit gerne noch eins hätte drauflegen können“. Im Hinblick auf die negativen Reaktionen von konservativer Seite und die trotzdem hohen Zuschauerzahlen hätte sich jedoch Danas Instinkt, sich in dieser Form Frauenthemen zu widmen, als „nicht verkehrt“ herausgestellt.

## Deutsche Fassung
Die deutsche Synchronfassung entstand bei der Hermes Synchron in Potsdam. Für das Dialogbuch und die Synchronregie war Andreas Pollak zuständig.
| Rolle        | Darsteller      | Synchronsprecher   |
| ------------ | --------------- | ------------------ |
| Lili         | Isabelle Adjani | Christin Marquitan |
| Adeline      | Alice Belaïdi   | Maximiliane Häcke  |
| Fanny        | Julie Ferrier   | Svantje Wascher    |
| Rose         | Vanessa Paradis | Cathlen Gawlich    |
| Sam          | Sylvie Testud   | Sabine Falkenberg  |
| Rechtsanwalt | Pascal Elbé     | Marcus Off         |